# Kolā Kūb
Kolā Kūb (persiska: کلا کوب, Kālākūb) är en ort i Iran.   Den ligger i provinsen Khorasan, i den nordöstra delen av landet, 700 km öster om huvudstaden Teheran. Kolā Kūb ligger 1 008 meter över havet och antalet invånare är 843.
Terrängen runt Kolā Kūb är platt, och sluttar söderut.Runt Kolā Kūb är det ganska tätbefolkat, med 185 invånare per kvadratkilometer. Närmaste större samhälle är Mashhad, 14,1 km söder om Kolā Kūb. Omgivningarna runt Kolā Kūb är i huvudsak ett öppet busklandskap.